# Dendrophthora guatemalensis
Dendrophthora guatemalensis là một loài thực vật có hoa trong họ Santalaceae. Loài này được Standl. mô tả khoa học đầu tiên năm 1940.